# 광명 (당)
광명(廣明, 880년 ~ 881년 7월)은 당나라(唐) 희종(僖宗) 이현(李儇)의 두번째 연호이다. 1년 6개월 동안 사용하였다.

## 개원
- 건부(乾符) 원년 1월 1일[1](880년 2월 14일)에 연호를 광명(廣明)으로 개원함.[2][3][4][5]

- 광명(廣明) 2년 7월 11일[6](881년 8월 9일)에 연호를 중화(中和)로 개원함.[2][3][7][5]

## 연대 대조표
| 광명       | 원년       | 2년        |
| 서기(西紀) | 880년      | 881년      |
| 간지(干支) | 경자(庚子) | 신축(辛丑) |

## 동시대 연호

### 중국
남조(南詔)
- 정명승지대동(貞明承智大同)? (878년 ~ 888년)?

제(齊, 황소의 난)
- 왕패(王霸) (878년 ~ 880년)
- 금통(金統) (880년 ~ 884년)

### 일본
- 간교(元慶) (877년 ~ 885년)

## 같이 보기
- 다른 왕조의 같은 연호
  - 대리국(大理國) 광명(廣明, 986년 ~ 988년)

- 중국의 연호 목록